# Bipirâmide quadrada giralongada
Bipirâmide quadrada giralongada é um poliedro constituído por duas pirâmides quadradas e um antiprisma quadrado.
As suas faces são 16 triângulos.
No caso de todos os triângulos serem equiláteros é um Sólido de Johnson, gerado pela acumulação de duas pirâmides quadradas e um antiprisma quadrado regular.
Tem 24 arestas e 10 vértices.